# Hipótesis del cometa Clovis
La hipótesis del cometa Clovis es una hipótesis de una gran explosión en el aire o un impacto astronómico de un objeto u objetos del espacio exterior que dio comienzo al período frío denominado Dryas Reciente hace 12 900 años (según el método de datación por carbono calibrado) o hace 10 900 años (según el método no calibrado).
Un escenario propone que una explosión en el aire o un impacto en la Tierra con un enjambre raro de condritas carbonáceas o cometas prendió fuego a vastas zonas de América del Norte, causando la extinción de la mayoría de los grandes animales en América del Norte y la desaparición de la cultura Clovis al final de la última glaciación.
Estos cuerpos estelares habrían estallado sobre o en la capa de hielo Laurentino al norte de los grandes lagos. Una explosión aérea podría haber sido similar pero haber tenido una magnitud superior en varios órdenes a la del evento de Tunguska en 1908. La vida animal y humana que no pereció directamente por la explosión o como resultado de los incendios forestales que asolaron el continente de costa a costa, habría perecido de hambre al estar quemada toda la superficie del continente.

## Resultado
Se conjetura que este impacto provocó la extinción de muchos mamíferos de América del Norte. Estos animales incluyen a los camélidos, mastodontes, el oso de cara corta y muchas otras especies. Los marcadores para el impacto también aparecen al final de la cultura Clovis.

## Historia de la hipótesis
La revista británica Nature publicó esta hipótesis en una noticia del 17 de mayo de 2007.
El 24 de mayo de 2007, en una reunión de la Unión Geofísica Estadounidense en la ciudad de Acapulco (México), se discutió esta hipótesis y reveló la evidencia.
El 27 de septiembre de 2007 se presentó un artículo presentando resultados del grupo de Acapulco en Proceedings of the National Academy of Sciences. De acuerdo con el estudio, el impacto puede haber conducido a disminuir inmediatamente la población humana en América del Norte en ese momento.
El escenario ha sido objeto de críticas y dudas.
En 2010, Richard Kerr, especialista en impacto, estudió esta hipótesis y concluyó que nunca hubo tal impacto, ya que no pudo encontrar señales físicas del hecho.
En 2011, un grupo de expertos descartó las supuestas pruebas de la existencia del evento.
En cambio, en 2014, un estudio publicado en la revista The Journal of Geology por un grupo colaborativo internacional de científicos apoyó la hipótesis de que un impacto cósmico precipitó el período Dryas Reciente.